# Wojna na murach
Wojna na murach – umieszczanie w miejscach publicznych haseł odnoszących się do konkretnego zjawiska społecznego.
Hasła pojawiają się nie tylko na murach budynków, ale również szybach, przystankach, klatkach schodowych oraz w innych publicznych miejscach. Przyjmują formę napisów lub symboli wykonanych przy pomocy kredy, farby lub sprayu oraz plakatów, ulotek i grafik odrysowanych od szablonów. Tworzą rodzaj społecznego dialogu. 
Przykładem była wojna na murach, która z różnym nasileniem trwała przez cały okres stanu wojennego. Na propagandowe ulotki, broszury i plakaty, drukowane przez wyspecjalizowane komórki partyjne i wojskowe, odpowiadano politycznymi hasłami, które potajemnie malowano na murach. W pierwszej połowie lat 80. była to jedna z głównych form oporu społecznego. Na murach budynków, zwłaszcza w trudno dostępnych miejscach, pojawiały się antyrządowe napisy, na przykład “WRONa skona”, “Zima wasza, wiosna nasza”, “Uwolnić więźniów politycznych”, “Precz z komuną” czy “Telewizja kłamie” oraz hasła informujące i zagrzewające do buntu na przykład “Orła wrona nie pokona”, czy “Solidarność żyje”